# 1K17
1K17 Sżatije (ros. 1К17 Сжатие) – samobieżny zestaw laserowy produkcji radzieckiej.

## Opis
Zestaw 1K17 Sżatije (pol. Kompresja) zbudowano na podwoziu armatohaubicy samobieżnej 2S19 Msta-S, jednak zamiast armaty został on uzbrojony w promiennik laserowy. Jego zadaniem było niszczenie urządzeń optoelektronicznych wrogich pojazdów, statków powietrznych i rakiet. Kontakt oczu z emitowaną wiązką laserową powodował prawdopodobnie ślepotę. W nomenklaturze NATO pojazd otrzymał nazwę Stiletto. Do obrony przed piechotą i nisko lecącymi statkami powietrznymi uzbrojono go w karabin maszynowy NSWT kal. 12,7 mm. 

## Historia
Zestaw był wspólnym projektem NPO „Astrofizyka” pod kierownictwem Nikołaja D. Ustinowa (syna marszałka ZSRR Dmitrija Ustinowa) i zakładów Uraltransmaszzawod w Swierdłowsku pod kierownictwem Jurija W. Tomaszowa. Pierwsze projekty powstały w latach 70. XX wieku. Pomimo wysokiego poziomu utajnienia prowadzonych prac, plany przechwycone zostały przez Pentagon. Pierwsze prototypy przekazano do testów w grudniu 1990 roku i testowano je w latach 1991–1992. Zestaw przeszedł testy pozytywnie i został zarekomendowany do przyjęcia na wyposażenie Sił Zbrojnych ZSRR. Z powodu rozpadu ZSRR oraz wysokich kosztów produkcji nie został przyjęty na wyposażenie. 

## Główne uzbrojenie
W wieży (powiększonej wersji wieży armatohaubicy Msta-S) umieszczone zostało 15 soczewek chronionych płytami pancernymi. Załoga zajmowała miejsca w centralnej części pojazdu. Wieża zawierała wielokanałowy promiennik wykorzystujący laser na ciele stałym na bazie tlenku glinu (Al2O3). Każdy z 12 kanałów optycznych (górne i dolne rzędy soczewek) posiadał swój własny system celowania, co pozwalało na działanie na różnych odległościach i w różnych warunkach. Środkowe soczewki były częścią urządzenia celowniczego – mniejsza i większa soczewka z prawej strony były częścią automatycznego systemu poszukiwania i naprowadzania. Soczewka z lewej strony była częścią dzienno-nocnego celownika optycznego. Każda soczewka posiadała pokrycie antyrefleksyjne. 
Promiennik laserowy zasilany był przez główny silnik, generator oraz system baterii zasilający kondensatory umieszczone w tylnej części pojazdu. Zgromadzona energia uwalniana była przez srebrną rurkę uformowaną w zwój i stykała się z cylindrycznym kryształem rubinu o masie 30 kg, co było konieczne dla uformowania finalnego stadium promienia. Rubin umieszczono w specjalnym spiralnym pojemniku z lampami wyładowczymi. Cały ten układ pomagał wzmocnić ogólną wiązkę laserową i zwiększać konwergencję. Według innych źródeł użyty mógł być także Nd:YAG (granat aluminiowo-itrowy domieszkowany neodymem), który powodował silniejszy impuls energii. 
Zaletą 1K17 była możliwość prowadzenia dokładnego ognia z odległości dwukrotnie większej niż zasięg czołgu oraz natychmiastowy efekt wiązki laserowej. Wadą był ogromny koszt produkcji i cena całego zestawu, a także duży stopień skomplikowania, co uniemożliwiało podjęcie produkcji seryjnej. Ponadto zestaw wymagał absolutnie czystego pola ostrzału.

## Zachowane egzemplarze
Wiadomo o jednym zachowanym egzemplarzu przechowywanym w muzeum wojskowo-technicznym w miejscowości Iwanowskoje.